# Mimoun Chent
Mimoun Chent (ur. 5 września 1974 w Wadżdzie − marokański bokser reprezentujący Francję, złoty medalista Igrzysk Śródziemnomorskich 1997 w Bari, zawodowy mistrz Europy w kategorii muszej oraz amatorski mistrz Francji w roku 1995 i 1997.